# František Schön
František Schön (1. února 1882, Hejčín, (Olomouc) – 11. února 1976, Olomouc) byl český akademický malíř, známý olomoucký krajinář.

## Život
Bydlel značnou část svého života na olomouckém předměstí Hejčín, v Adresáři Velké Olomouce z roku 1938 je uvedeno jeho bydliště v Hejčínských sadech číslo orientační 39 (dnešní Mrštíkovo náměstí). Rovněž v Adresáři jsou na adrese Hejčínské sady číslo orientační 37 a číslo popisné 26, uvedena jména Václav a Viktorie Schön, což jsou s největší pravděpodobností jeho rodiče.

## Dílo
Jeho malířská díla jsou hodně inspirována tehdejší čistou přírodou a okolní krajinou Hejčína a sousedního Řepčína. František (Fráňa) Schön v letech 1912–1914 studoval na uměleckoprůmyslové škole ve Vídni. Jeho malířské práce jsou převážně malovány olejem. Byl zamilován do Orientu, procestoval i Indii a některé severoafrické státy. Jeho cesty po cizině jsou zachyceny i v jeho malířských dílech.